# Chris Pang
Chris Pang, född 29 december 1984 i Melbourne, är en australisk skådespelare.
Pang har bland annat medverkat i filmerna Imorgon när kriget kom från 2010, Palm Springs från 2020 och Joy Ride från 2023.

## Filmografi (i urval)
- 2010 – Imorgon när kriget kom
- 2019 – Charlie's Angels
- 2020 – Palm Springs
- 2023 – Joy Ride
- 2026 – Send Help